# Leishmania
Leishmania (česky někdy ničivka) je rod parazitických prvoků z řádu Trypanosomatida, původce leishmaniózy.

## Popis
Leishmanie mají protáhlé tělo, které má na předním konci bičík. K hostiteli jsou přenášeny díky drobným koutulovitým mouchám z rodů Phlebotomus a Lutzomyia. Právě v trávicí soustavě těchto hmyzích přenašečů se probíhá jedna z fází životního cyklu, tzv. promastigot s bičíkem.

## Zástupci
Mezi nejdůležitější lidské leishmanie patří:
- Leishmania tropica (jižní Evropa, severní Afrika, Blízký východ, střední Asie, Indie)
- Leishmania major (Blízký a Střední východ),
- L. mexicana komplex (Střední Amerika)
- Leishmania braziliensis komplex (Jižní Amerika)
- Leishmania donovani komplex (jižní Evropa, Středomoří - L. infantum, Jižní Amerika – L. chagasi, Indie, střední a východní Afrika – L. donovani).